# Mélo
Mélo (br: Melodia Infiel/Melo; pt: Mélo) é um filme francês de 1986, do gênero drama romântico, dirigido por Alain Resnais, baseado na peça homônima de Henri Bernstein de 1929.

## Sinopse
Paris, 1920. Pierre e sua mulher Romaine, vivem um casamento feliz, até que um maestro chamado Marcel Blanc, antigo amigo de Pierre, que havia sido traído pela esposa, se apaixona por Romaine e eles passam a ter um caso extraconjugal. Após um encontro que têm em casa de Marcel onde este toca violino, Romaine começa a ir diariamente ao encontro do maestro (sempre mentindo para Pierre que iria à manicurie e a o cabeleireiro), sendo que o mesmo a mandava rosas seguidamente, com a perplexidade indagativa de Pierre, que preferia não crer que seu amigo de longa data o trairia.
Pierre fica doente e Romaine mente que vai a cidade achar um bom médico para ele, ao mesmo tempo que o médica de forma errada, e se encontra com Marcel, que havia voltado de um cruzeiro, lhe deixando aos cuidados da prima Christiane.
Ainda são, Pierre nota a intimidade dos dois, quando eles bailam juntos um tango em uma casa de shows parisiense depois de um jantar, o que desperta seu ciúme.
Quando Romaine volta, sugere jocosamente a Pierre para que se case com sua prima, sempre motivo de inveja da cônjuge, e tenha muitos filhos com ela (Romaine não queria ter filhos), ao passo que é repreendida pelo marido. Romaine se suicida misteriosamente (a cena do suicídio só se materializa através dos diálogos entre Marcel e Pierre), enviando uma espécie de carta testamento ao marido, que após casa-se com Christiane, que estava lhe cuidando durante a doença que o afligia, e acaba por ter um filho com a prima.
Pierre vai conversar com o maestro (prestar contas), implorando para que ele lhe diga a verdade sobre a traição de Romaine, que havia tido um comportamento estranho antes do suicídio, mas Marcel chora e não a revela explicitamente, deixando Pierre em um sentimento misto de convicção e confusão.

## Elenco
- Sabine Azéma — Romaine Belcroix
- Fanny Ardant — Christiane Levesque
- Pierre Arditi — Pierre Belcroix
- André Dussollier — Marcel Blanc
- Jacques Dacqmine — Dr. Remy
- Hubert Gignoux — Padre
- Catherine Arditi — Yvonne

## Análise
Mélo, segundo alguns críticos e cinéfilos, é um filme experimental que mescla elementos teatrais e cinematográficos. Como o título indica, a melodia exerce um papel capital nessa obra, como é possível reparar na sequência do baile de tango, em que Marcel e Romaine dançam enquanto Pierre repara nisso, uma evidência forte do envolvimento amoroso entre seu melhor amigo e sua esposa.
O uso da cortina vermelha do teatro, realça a divisão do filme em atos, e os cenários monocromáticos remetem diretamente à estrutura dramatúrgica de Henri Bernstein. O filme pode ser classificado como um "melodrama psicológico" e uma homenagem à vida e a sociedade parisiense dos anos 1920.
Melo em francês é uma abreviação culta de melodrama.